# Кампучийский гиббон
Кампучийский гиббон (лат. Hylobates pileatus) — примат семейства гиббоновых.
В окрасе шерсти проявляет половой диморфизм: самцы чёрного цвета, самки светло-бежевые[уточнить], только голова и брюхо чёрные. Вокруг головы белая полоса у обоих полов.
Обитает в восточном Таиланде, на западе Камбоджи и юго-западе Лаоса. Поведение мало отличается от поведения других гиббонов: дневное животное, живущее на деревьях, передвигаясь по ним при помощи брахиации. Образует моногамные пары. В рационе в основном фрукты, листья и небольшие животные. О половом поведении известно немного, но считается, что оно не отличается от полового поведения других гиббонов.